# Formula 1 – sezona 1968.
| FIA Svjetsko automobilističko prvenstvo 1968. | FIA Svjetsko automobilističko prvenstvo 1968. |
|                                               | Prvak                                         |
| --------------------------------------------- | --------------------------------------------- |
| Vozač                                         | Graham Hill (Lotus-Ford)                      |
| Konstruktor                                   | Lotus-Ford                                    |
| Prethodna sezona                              | Sljedeća sezona                               |
| 1967.                                         | 1969.                                         |
| Europska Formula 2 – sezona 1968.             |                                               |

Formula 1 – sezona 1968. bila je 19. sezona u prvenstvu Formule 1.

## Vozači i konstruktori
| Konstruktor     | Momčad / Sudionik                       | Šasija                              | Motor                                                         | Gume | Vozač                | Utrke         |
| --------------- | --------------------------------------- | ----------------------------------- | ------------------------------------------------------------- | ---- | -------------------- | ------------- |
| McLaren-BRM     | Bruce McLaren Motor Racing              | McLaren M5A                         | BRM P142 3.0 V12                                              | G    | Denny Hulme          | 1             |
| McLaren-BRM     | Joakim Bonnier Racing Team              | McLaren M5A                         | BRM P142 3.0 V12                                              | G    | Jo Bonnier           | 3–5, 7, 9–11  |
| McLaren-Ford    | Bruce McLaren Motor Racing              | McLaren M7A                         | Ford Cosworth DFV 3.0 V8                                      | G    | Denny Hulme          | 2–12          |
| McLaren-Ford    | Bruce McLaren Motor Racing              | McLaren M7A                         | Ford Cosworth DFV 3.0 V8                                      | G    | Bruce McLaren        | 2–12          |
| McLaren-Ford    | Anglo American Racers                   | McLaren M7A                         | Ford Cosworth DFV 3.0 V8                                      | G    | Dan Gurney           | 10–12         |
| Brabham-Repco   | Brabham Racing Organisation             | Brabham BT24 Brabham BT26           | Repco 740 3.0 V8 Repco 860 3.0 V8                             | G    | Jack Brabham         | Sve           |
| Brabham-Repco   | Brabham Racing Organisation             | Brabham BT24 Brabham BT26           | Repco 740 3.0 V8 Repco 860 3.0 V8                             | G    | Jochen Rindt         | Sve           |
| Brabham-Repco   | Brabham Racing Organisation             | Brabham BT24 Brabham BT26           | Repco 740 3.0 V8 Repco 860 3.0 V8                             | G    | Dan Gurney           | 5             |
| Brabham-Repco   | Team Gunston                            | Brabham BT20                        | Repco 620 3.0 V8                                              | F    | John Love            | 1             |
| Brabham-Repco   | Scuderia Scribante                      | Brabham BT11                        | Repco 620 3.0 V8                                              | F    | Dave Charlton        | 1             |
| Brabham-Repco   | Charles Vögele Racing                   | Brabham BT20                        | Repco 620 3.0 V8                                              | G    | Silvio Moser         | 3, 5, 7–9     |
| Brabham-Repco   | Caltex Racing Team                      | Brabham BT24                        | Repco 740 3.0 V8                                              | D    | Kurt Ahrens Jr.      | 8             |
| Lotus-Ford      | Team Lotus Gold Leaf Team Lotus         | Lotus 49 Lotus 49B                  | Ford Cosworth DFV 3.0 V8                                      | F    | Jim Clark            | 1             |
| Lotus-Ford      | Team Lotus Gold Leaf Team Lotus         | Lotus 49 Lotus 49B                  | Ford Cosworth DFV 3.0 V8                                      | F    | Graham Hill          | Sve           |
| Lotus-Ford      | Team Lotus Gold Leaf Team Lotus         | Lotus 49 Lotus 49B                  | Ford Cosworth DFV 3.0 V8                                      | F    | Jackie Oliver        | 3–12          |
| Lotus-Ford      | Team Lotus Gold Leaf Team Lotus         | Lotus 49 Lotus 49B                  | Ford Cosworth DFV 3.0 V8                                      | F    | Mario Andretti       | 9, 11         |
| Lotus-Ford      | Team Lotus Gold Leaf Team Lotus         | Lotus 49 Lotus 49B                  | Ford Cosworth DFV 3.0 V8                                      | F    | Bill Brack           | 10            |
| Lotus-Ford      | Team Lotus Gold Leaf Team Lotus         | Lotus 49 Lotus 49B                  | Ford Cosworth DFV 3.0 V8                                      | F    | Moisés Solana        | 12            |
| Lotus-Ford      | Rob Walker / Jack Durlacher Racing Team | Lotus 49 Lotus 49B                  | Ford Cosworth DFV 3.0 V8                                      | F    | Jo Siffert           | 2–12          |
| Cooper-Maserati | Cooper Car Company                      | Cooper T81B Cooper T86              | Maserati 10/F1 3.0 V12                                        | F    | Brian Redman         | 1             |
| Cooper-Maserati | Cooper Car Company                      | Cooper T81B Cooper T86              | Maserati 10/F1 3.0 V12                                        | F    | Ludovico Scarfiotti  | 1             |
| Cooper-Maserati | Rob Walker / Jack Durlacher Racing Team | Cooper T81                          | Maserati 9/F1 3.0 V12                                         | F    | Jo Siffert           | 1             |
| Cooper-Maserati | Joakim Bonnier Racing Team              | Cooper T81                          | Maserati 9/F1 3.0 V12                                         | F    | Jo Bonnier           | 1             |
| Cooper-BRM      | Cooper Car Company                      | Cooper T86B                         | BRM P142 3.0 V12                                              | F    | Brian Redman         | 2, 4          |
| Cooper-BRM      | Cooper Car Company                      | Cooper T86B                         | BRM P142 3.0 V12                                              | F    | Ludovico Scarfiotti  | 2–3           |
| Cooper-BRM      | Cooper Car Company                      | Cooper T86B                         | BRM P142 3.0 V12                                              | F    | Lucien Bianchi       | 3–5, 8, 10–12 |
| Cooper-BRM      | Cooper Car Company                      | Cooper T86B                         | BRM P142 3.0 V12                                              | F    | Vic Elford           | 6–12          |
| Cooper-BRM      | Cooper Car Company                      | Cooper T86B                         | BRM P142 3.0 V12                                              | F    | Johnny Servoz-Gavin  | 6             |
| Cooper-BRM      | Cooper Car Company                      | Cooper T86B                         | BRM P142 3.0 V12                                              | F    | Robin Widdows        | 7             |
| Honda           | Honda Racing                            | Honda RA300 Honda RA301 Honda RA302 | Honda RA273E 3.0 V12 Honda RA301E 3.0 V12 Honda RA302E 3.0 V8 | F    | John Surtees         | Sve           |
| Honda           | Honda Racing                            | Honda RA300 Honda RA301 Honda RA302 | Honda RA273E 3.0 V12 Honda RA301E 3.0 V12 Honda RA302E 3.0 V8 | F    | Jo Schlesser         | 6             |
| Honda           | Honda Racing                            | Honda RA300 Honda RA301 Honda RA302 | Honda RA273E 3.0 V12 Honda RA301E 3.0 V12 Honda RA302E 3.0 V8 | F    | David Hobbs          | 9             |
| Honda           | Joakim Bonnier Racing Team              | Honda RA301                         | Honda RA301E 3.0 V12                                          | F    | Jo Bonnier           | 12            |
| Ferrari         | Scuderia Ferrari SpA SEFAC              | Ferrari 312                         | Ferrari Ferrari 242 3.0 V12 Ferrari Ferrari 242C 3.0 V12      | F    | Chris Amon           | 1–2, 4–12     |
| Ferrari         | Scuderia Ferrari SpA SEFAC              | Ferrari 312                         | Ferrari Ferrari 242 3.0 V12 Ferrari Ferrari 242C 3.0 V12      | F    | Jacky Ickx           | 1–2, 4–10, 12 |
| Ferrari         | Scuderia Ferrari SpA SEFAC              | Ferrari 312                         | Ferrari Ferrari 242 3.0 V12 Ferrari Ferrari 242C 3.0 V12      | F    | Andrea de Adamich    | 1             |
| Ferrari         | Scuderia Ferrari SpA SEFAC              | Ferrari 312                         | Ferrari Ferrari 242 3.0 V12 Ferrari Ferrari 242C 3.0 V12      | F    | Derek Bell           | 9, 11         |
| BRM             | Owen Racing Organisation                | BRM P126 BRM P115 BRM P133 BRM P138 | BRM P142 3.0 V12 BRM BRM P75 3.0 H16                          | G    | Pedro Rodríguez      | Sve           |
| BRM             | Owen Racing Organisation                | BRM P126 BRM P115 BRM P133 BRM P138 | BRM P142 3.0 V12 BRM BRM P75 3.0 H16                          | G    | Mike Spence          | 1             |
| BRM             | Owen Racing Organisation                | BRM P126 BRM P115 BRM P133 BRM P138 | BRM P142 3.0 V12 BRM BRM P75 3.0 H16                          | G    | Richard Attwood      | 3–8           |
| BRM             | Owen Racing Organisation                | BRM P126 BRM P115 BRM P133 BRM P138 | BRM P142 3.0 V12 BRM BRM P75 3.0 H16                          | G    | Bobby Unser          | 9, 11         |
| BRM             | Reg Parnell Racing                      | BRM P126                            | BRM P142 3.0 V12                                              | G    | Piers Courage        | 2–11          |
| BRM             | Bernard White Racing                    | BRM P261                            | BRM P142 3.0 V12                                              | G    | Frank Gardner        | 9             |
| Matra-Ford      | Matra Sports                            | Matra MS7                           | Ford Cosworth FVA 1.6 L4                                      | D    | Jean-Pierre Beltoise | 1             |
| Matra-Ford      | Matra International                     | Matra MS9 Matra MS10                | Ford Cosworth DFV 3.0 V8                                      | D    | Jackie Stewart       | 1, 4–12       |
| Matra-Ford      | Matra International                     | Matra MS9 Matra MS10                | Ford Cosworth DFV 3.0 V8                                      | D    | Jean-Pierre Beltoise | 2             |
| Matra-Ford      | Matra International                     | Matra MS9 Matra MS10                | Ford Cosworth DFV 3.0 V8                                      | D    | Johnny Servoz-Gavin  | 3, 9–10, 12   |
| Matra           | Matra Sports                            | Matra MS11                          | Matra MS9 3.0 V12                                             | D    | Jean-Pierre Beltoise | 3–12          |
| Matra           | Matra Sports                            | Matra MS11                          | Matra MS9 3.0 V12                                             | D    | Henri Pescarolo      | 10–12         |
| Eagle-Weslake   | Anglo American Racers                   | Eagle T1G                           | Weslake 58 3.0 V12                                            | G    | Dan Gurney           | 1, 3, 7–9     |
| Eagle-Climax    | Castrol Oils Ltd                        | Eagle T1F                           | Climax FPF 2.8 L4                                             | G    | Al Pease             | 10            |
| Brabham-Climax  | Team Pretoria                           | Brabham BT11                        | Climax FPF 2.8 L4                                             | F    | Jackie Pretorius     | 1             |
| Cooper-Climax   | John Love                               | Cooper T79                          | Climax FPF 2.8 L4                                             | F    | Basil van Rooyen     | 1             |
| LDS-Repco       | Team Gunston                            | LDS Mk3                             | Repco 620 3.0 V8                                              | F    | Sam Tingle           | 1             |
| Lola-BMW        | Bayerische Motoren Werke AG             | Lola T102                           | BMW M12/1 1.6 L4                                              | D    | Hubert Hahne         | 8             |

## Kalendar
| Rd | Datum        | Velika nagrada   | Staza             | Prvo startno mjesto | Pobjednik vozač | Pobjednik konstruktor |
| -- | ------------ | ---------------- | ----------------- | ------------------- | --------------- | --------------------- |
| 1  | 1. siječnja  | Južna Afrika     | Kyalami           | Jim Clark           | Jim Clark       | Lotus-Ford            |
| 2  | 12. svibnja  | Španjolska       | Jarama            | Chris Amon          | Graham Hill     | Lotus-Ford            |
| 3  | 26. svibnja  | Monako           | Monaco            | Graham Hill         | Graham Hill     | Lotus-Ford            |
| 4  | 9. lipnja    | Belgija          | Spa-Francorchamps | Chris Amon          | Bruce McLaren   | McLaren-Ford          |
| 5  | 23. lipnja   | Nizozemska       | Zandvoort         | Chris Amon          | Jackie Stewart  | Matra-Ford            |
| 6  | 7. srpnja    | Francuska        | Rouen-Les-Essarts | Jochen Rindt        | Jacky Ickx      | Ferrari               |
| 7  | 20. srpnja   | Velika Britanija | Brands Hatch      | Graham Hill         | Jo Siffert      | Lotus-Ford            |
| 8  | 4. kolovoza  | Njemačka         | Nürburgring       | Jacky Ickx          | Jackie Stewart  | Matra-Ford            |
| 9  | 8. rujna     | Italija          | Monza             | John Surtees        | Denny Hulme     | McLaren-Ford          |
| 10 | 22. rujna    | Kanada           | Mont-Tremblant    | Jochen Rindt        | Denny Hulme     | McLaren-Ford          |
| 11 | 6. listopada | SAD              | Watkins Glen      | Mario Andretti      | Jackie Stewart  | Matra-Ford            |
| 12 | 3. studenog  | Meksiko          | Magdalena Mixhuca | Jo Siffert          | Graham Hill     | Lotus-Ford            |

## Sistem bodovanja
Sistem bodovanja u Formuli 1
| Mjesto | 1. | 2. | 3. | 4. | 5. | 6. |
| Bodovi | 9  | 6  | 4  | 3  | 2  | 1  |

- Samo 5 najboljih rezultata u prvih 6 utrka i 5 najboljih rezultata u posljednjih 6 utrka su se računali za prvenstvo vozača.
- Samo 5 najboljih rezultata u prvih 6 utrka i 5 najboljih rezultata u posljednjih 6 utrka su se računali za prvenstvo konstruktora.
- Ako je više bolida jednog konstruktora završilo utrku u bodovima, samo najbolje plasirani bolid osvajao je konstruktorske bodove.

## Rezultati utrka
| Poz. | Br. | Vozač                | Konstruktor   | Vrijeme   | Grid | Bodovi |
| ---- | --- | -------------------- | ------------- | --------- | ---- | ------ |
| 1.   | 4   | Jim Clark            | Lotus-Ford    | 1:53:56.6 | 1.   | 9      |
| 2.   | 5   | Graham Hill          | Lotus-Ford    | + 25.3    | 2.   | 6      |
| 3.   | 3   | Jochen Rindt         | Brabham-Repco | + 30.4    | 4.   | 4      |
| 4.   | 8   | Chris Amon           | Ferrari       | + 2 kruga | 8.   | 3      |
| 5.   | 1   | Denny Hulme          | McLaren-BRM   | + 2 kruga | 9.   | 2      |
| 6.   | 21  | Jean-Pierre Beltoise | Matra-Ford    | + 3 kruga | 18.  | 1      |

| Poz. | Br. | Vozač                | Konstruktor  | Vrijeme     | Grid | Bodovi |
| ---- | --- | -------------------- | ------------ | ----------- | ---- | ------ |
| 1.   | 10  | Graham Hill          | Lotus-Ford   | 2:15:20.1   | 6.   | 9      |
| 2.   | 1   | Denny Hulme          | McLaren-Ford | + 15.9      | 3.   | 6      |
| 3.   | 14  | Brian Redman         | Cooper-BRM   | + 1 krug    | 13.  | 4      |
| 4.   | 15  | Ludovico Scarfiotti  | Cooper-BRM   | + 1 krug    | 12.  | 3      |
| 5.   | 6   | Jean-Pierre Beltoise | Matra-Ford   | + 9 krugova | 5.   | 2      |

| Poz. | Br. | Vozač               | Konstruktor  | Vrijeme     | Grid | Bodovi |
| ---- | --- | ------------------- | ------------ | ----------- | ---- | ------ |
| 1.   | 9   | Graham Hill         | Lotus-Ford   | 2:00:32.3   | 1.   | 9      |
| 2.   | 15  | Richard Attwood     | BRM          | + 2.2       | 6.   | 6      |
| 3.   | 7   | Lucien Bianchi      | Cooper-BRM   | + 4 kruga   | 14.  | 4      |
| 4.   | 6   | Ludovico Scarfiotti | Cooper-BRM   | + 4 kruga   | 15.  | 3      |
| 5.   | 12  | Denny Hulme         | McLaren-Ford | + 7 krugova | 10.  | 2      |

| Poz. | Br. | Vozač           | Konstruktor  | Vrijeme   | Grid | Bodovi |
| ---- | --- | --------------- | ------------ | --------- | ---- | ------ |
| 1.   | 5   | Bruce McLaren   | McLaren-Ford | 1:40:02.1 | 6.   | 9      |
| 2.   | 11  | Pedro Rodríguez | BRM          | + 12.1    | 8.   | 6      |
| 3.   | 23  | Jacky Ickx      | Ferrari      | + 39.6    | 3.   | 4      |
| 4.   | 7   | Jackie Stewart  | Matra-Ford   | + 1 krug  | 2.   | 3      |
| 5.   | 2   | Jackie Oliver   | Lotus-Ford   | + 2 kruga | 15.  | 2      |
| 6.   | 15  | Lucien Bianchi  | Cooper-BRM   | + 2 kruga | 12.  | 1      |

| Poz. | Br. | Vozač                | Konstruktor   | Vrijeme     | Grid | Bodovi |
| ---- | --- | -------------------- | ------------- | ----------- | ---- | ------ |
| 1.   | 8   | Jackie Stewart       | Matra-Ford    | 2:46:11.2   | 5.   | 9      |
| 2.   | 17  | Jean-Pierre Beltoise | Matra         | + 1:33.93   | 16.  | 6      |
| 3.   | 15  | Pedro Rodríguez      | BRM           | + 1 krug    | 11.  | 4      |
| 4.   | 10  | Jacky Ickx           | Ferrari       | + 2 kruga   | 6.   | 3      |
| 5.   | 22  | Silvio Moser         | Brabham-Repco | + 3 kruga   | 17.  | 2      |
| 6.   | 9   | Chris Amon           | Ferrari       | + 5 krugova | 1.   | 1      |

| Poz. | Br. | Vozač          | Konstruktor  | Vrijeme   | Grid | Bodovi |
| ---- | --- | -------------- | ------------ | --------- | ---- | ------ |
| 1.   | 26  | Jacky Ickx     | Ferrari      | 2:25:40.9 | 3.   | 9      |
| 2.   | 16  | John Surtees   | Honda        | + 1:58.6  | 7.   | 6      |
| 3.   | 28  | Jackie Stewart | Matra-Ford   | + 1 krug  | 2.   | 4      |
| 4.   | 30  | Vic Elford     | Cooper-BRM   | + 2 kruga | 17.  | 3      |
| 5.   | 8   | Denny Hulme    | McLaren-Ford | + 2 kruga | 4.   | 2      |
| 6.   | 36  | Piers Courage  | BRM          | + 3 kruga | 14.  | 1      |

| Poz. | Br. | Vozač          | Konstruktor  | Vrijeme   | Grid | Bodovi |
| ---- | --- | -------------- | ------------ | --------- | ---- | ------ |
| 1.   | 22  | Jo Siffert     | Lotus-Ford   | 2:01:20.3 | 4.   | 9      |
| 2.   | 5   | Chris Amon     | Ferrari      | + 4.4     | 3.   | 6      |
| 3.   | 6   | Jacky Ickx     | Ferrari      | + 1 krug  | 12.  | 4      |
| 4.   | 1   | Denny Hulme    | McLaren-Ford | + 1 krug  | 11.  | 3      |
| 5.   | 7   | John Surtees   | Honda        | + 2 kruga | 9.   | 2      |
| 6.   | 14  | Jackie Stewart | Matra-Ford   | + 2 kruga | 7.   | 1      |

| Poz. | Br. | Vozač           | Konstruktor   | Vrijeme   | Grid | Bodovi |
| ---- | --- | --------------- | ------------- | --------- | ---- | ------ |
| 1.   | 6   | Jackie Stewart  | Matra-Ford    | 2:19:03.2 | 6.   | 9      |
| 2.   | 3   | Graham Hill     | Lotus-Ford    | + 4:03.2  | 4.   | 6      |
| 3.   | 5   | Jochen Rindt    | Brabham-Repco | + 4:09.4  | 3.   | 4      |
| 4.   | 9   | Jacky Ickx      | Ferrari       | + 5:55.2  | 1.   | 3      |
| 5.   | 4   | Jack Brabham    | Brabham-Repco | + 6:21.1  | 15.  | 2      |
| 6.   | 10  | Pedro Rodríguez | BRM           | + 6:25.0  | 14.  | 1      |

| Poz. | Br. | Vozač                | Konstruktor  | Vrijeme   | Grid | Bodovi |
| ---- | --- | -------------------- | ------------ | --------- | ---- | ------ |
| 1.   | 1   | Denny Hulme          | McLaren-Ford | 1:40:14.8 | 7.   | 9      |
| 2.   | 5   | Johnny Servoz-Gavin  | Matra-Ford   | + 1:28.4  | 13.  | 6      |
| 3.   | 8   | Jacky Ickx           | Ferrari      | + 1:28.6  | 4.   | 4      |
| 4.   | 27  | Piers Courage        | BRM          | + 1 krug  | 17.  | 3      |
| 5.   | 6   | Jean-Pierre Beltoise | Matra        | + 2 kruga | 18.  | 2      |
| 6.   | 3   | Jo Bonnier           | McLaren-BRM  | + 4 kruga | 19.  | 1      |

| Poz. | Br. | Vozač           | Konstruktor  | Vrijeme     | Grid | Bodovi |
| ---- | --- | --------------- | ------------ | ----------- | ---- | ------ |
| 1.   | 1   | Denny Hulme     | McLaren-Ford | 2:27:11.2   | 6.   | 9      |
| 2.   | 2   | Bruce McLaren   | McLaren-Ford | + 1 krug    | 8.   | 6      |
| 3.   | 16  | Pedro Rodríguez | BRM          | + 2 kruga   | 12.  | 4      |
| 4.   | 3   | Graham Hill     | Lotus-Ford   | + 4 kruga   | 5.   | 3      |
| 5.   | 21  | Vic Elford      | Cooper-BRM   | + 4 kruga   | 16.  | 2      |
| 6.   | 14  | Jackie Stewart  | Matra-Ford   | + 7 krugova | 11.  | 1      |

| Poz. | Br. | Vozač          | Konstruktor  | Vrijeme     | Grid | Bodovi |
| ---- | --- | -------------- | ------------ | ----------- | ---- | ------ |
| 1.   | 15  | Jackie Stewart | Matra-Ford   | 1:59:20.29  | 2.   | 9      |
| 2.   | 10  | Graham Hill    | Lotus-Ford   | + 24.68     | 3.   | 6      |
| 3.   | 5   | John Surtees   | Honda        | + 1 krug    | 9.   | 4      |
| 4.   | 14  | Dan Gurney     | McLaren-Ford | + 1 krug    | 7.   | 3      |
| 5.   | 16  | Jo Siffert     | Lotus-Ford   | + 3 kruga   | 12.  | 2      |
| 6.   | 2   | Bruce McLaren  | McLaren-Ford | + 5 krugova | 10.  | 1      |

| Poz. | Br. | Vozač           | Konstruktor  | Vrijeme    | Grid | Bodovi |
| ---- | --- | --------------- | ------------ | ---------- | ---- | ------ |
| 1.   | 10  | Graham Hill     | Lotus-Ford   | 1:56:43.95 | 3.   | 9      |
| 2.   | 2   | Bruce McLaren   | McLaren-Ford | + 1:19.32  | 9.   | 6      |
| 3.   | 11  | Jackie Oliver   | Lotus-Ford   | + 1:40.65  | 14.  | 4      |
| 4.   | 8   | Pedro Rodríguez | BRM          | + 1:41.09  | 12.  | 3      |
| 5.   | 17  | Jo Bonnier      | Honda        | + 1 krug   | 18.  | 2      |
| 6.   | 16  | Jo Siffert      | Lotus-Ford   | + 1 krug   | 1.   | 1      |

## Poredak

### Poredak vozača
| Mjesto | Vozač                | Bodovi |   |   |   |   |   |   |   |   |   |   |   |   |
| ------ | -------------------- | ------ | - | - | - | - | - | - | - | - | - | - | - | - |
| 1.     | Graham Hill          | 48     | 6 | 9 | 9 | – | – | – | – | 6 | – | 3 | 6 | 9 |
| 2.     | Jackie Stewart       | 36     | – |   |   | 3 | 9 | 4 | 1 | 9 | – | 1 | 9 | – |
| 3.     | Denny Hulme          | 33     | 2 | 6 | 2 | – | – | 2 | 3 | – | 9 | 9 | – | – |
| 4.     | Jacky Ickx           | 27     | – | – |   | 4 | 3 | 9 | 4 | 3 | 4 |   |   | – |
| 5.     | Bruce McLaren        | 22     |   | – | – | 9 | – | – | – | – | – | 6 | 1 | 6 |
| 6.     | Pedro Rodríguez      | 18     | – | – | – | 6 | 4 | – | – | 1 | – | 4 | – | 3 |
| 7.     | Joseph Siffert       | 12     | – | – | – | – | – | – | 9 | – | – | – | 2 | 1 |
| 8.     | John Surtees         | 12     | – | – | – | – | – | 6 | 2 | – | – | – | 4 | – |
| 9.     | Jean-Pierre Beltoise | 11     | 1 | 2 | – | – | 6 | – | – | – | 2 | – | – | – |
| 10.    | Chris Amon           | 10     | 3 | – |   | – | 1 | – | 6 | – | – | – | – | – |
| 11.    | Jim Clark            | 9      | 9 |   |   |   |   |   |   |   |   |   |   |   |
| 12.    | Jochen Rindt         | 8      | 4 | – | – | – | – | – | – | 4 | – | – | – | – |
| 13.    | Richard Attwood      | 6      |   |   | 6 | – | – | – | – | – |   |   |   |   |
| 14.    | Johnny Servoz-Gavin  | 6      |   | – |   |   | – |   | – | – | 6 | – |   | – |
| 15.    | Jackie Oliver        | 6      |   |   | – | 2 | – |   | – | – | – | – |   | 4 |
| 16.    | Ludovico Scarfiotti  | 6      | – | 3 | 3 |   |   |   |   |   |   |   |   |   |
| 17.    | Lucien Bianchi       | 5      |   |   | 4 | 1 | – |   |   | – |   | – | – | – |
| 18.    | Vic Elford           | 5      |   |   |   |   |   | 3 | – | – | – | 2 | – | – |
| 19.    | Brian Redman         | 4      | – | 4 |   | – |   |   |   |   |   |   |   |   |
| 20.    | Piers Courage        | 4      |   | – | – | – | – | 1 | – | – | 3 | – | – | – |
| 21.    | Dan Gurney           | 3      | – |   | – |   | – |   | – | – | – | – | 3 | – |
| 22.    | Joakim Bonnier       | 3      | – |   |   | – | – |   | – |   | 1 | – | – | 2 |
| 23.    | Jack Brabham         | 2      | – |   | – | – | – | – | – | 2 | – | – | – | – |
| 24.    | Silvio Moser         | 2      |   |   |   |   | 2 |   | – |   |   |   |   |   |

| Boja | Značenje                                                               |
| ---- | ---------------------------------------------------------------------- |
| 5    | Osvojeni bodovi koji su se računali za prvenstvo vozača / konstruktora |
| –    | Vozač / konstruktor nije osvojio bodove u utrci                        |
|      | Vozač / konstruktor nije nastupao na utrci                             |

### Poredak konstruktora
| Mjesto | Konstruktor   | Bodovi |   |   |   |   |   |   |   |   |   |   |   |   |
| ------ | ------------- | ------ | - | - | - | - | - | - | - | - | - | - | - | - |
| 1.     | Lotus-Ford    | 62     | 9 | 9 | 9 | 2 | – | – | 9 | 6 | – | 3 | 6 | 9 |
| 2.     | McLaren-Ford  | 49     |   | 6 | 2 | 9 | – | 2 | 3 | – | 9 | 9 | 3 | 6 |
| 3.     | Matra-Ford    | 45     | 1 | 2 | – | 3 | 9 | 4 | 1 | 9 | 6 | 1 | 9 | – |
| 4.     | Ferrari       | 32     | 3 | – |   | 4 | 3 | 9 | 6 | 3 | 4 | – | – | – |
| 5.     | BRM           | 28     | – | – | 6 | 6 | 4 | 1 | – | 1 | 3 | 4 | – | 3 |
| 6.     | Honda         | 14     | – | – | – | – | – | 6 | 2 | – | – | – | 4 | 2 |
| 7.     | Cooper-BRM    | 14     |   | 4 | 4 | 1 | – | 3 | – | – | – | 2 | – | – |
| 8.     | Brabham-Repco | 10     | 4 | – | – | – | 2 | – | – | 4 | – | – | – | – |
| 9.     | Matra         | 8      |   |   | – | – | 6 | – | – | – | 2 | – | – | – |
| 10.    | McLaren-BRM   | 3      | 2 |   |   | – | – |   | – |   | 1 | – | – |   |

## Statistike
| Vozač                | Pobjede | Postolja | Prvo startno mjesto | Najbrži krug | Krugovi u vodstvu |
| -------------------- | ------- | -------- | ------------------- | ------------ | ----------------- |
| Graham Hill          | 3       | 6        | 2                   | -            | 194               |
| Jackie Stewart       | 3       | 4        | -                   | 2            | 236               |
| Denny Hulme          | 2       | 3        | -                   | -            | 66                |
| Jacky Ickx           | 1       | 4        | 1                   | -            | 59                |
| Bruce McLaren        | 1       | 3        | -                   | -            | 13                |
| Jo Siffert           | 1       | 1        | 1                   | 3            | 42                |
| Jim Clark            | 1       | 1        | 1                   | 1            | 79                |
| Pedro Rodríguez      | -       | 3        | -                   | 1            | 12                |
| Jochen Rindt         | -       | 2        | 2                   | -            | -                 |
| John Surtees         | -       | 2        | 1                   | 1            | 10                |
| Chris Amon           | -       | 1        | 3                   | -            | 115               |
| Jean-Pierre Beltoise | -       | 1        | -                   | 2            | 4                 |
| Jackie Oliver        | -       | 1        | -                   | 1            | 20                |
| Richard Attwood      | -       | 1        | -                   | 1            | -                 |
| Johnny Servoz-Gavin  | -       | 1        | -                   | -            | 3                 |
| Brian Redman         | -       | 1        | -                   | -            | -                 |
| Lucien Bianchi       | -       | 1        | -                   | -            | -                 |
| Mario Andretti       | -       | -        | 1                   | -            | -                 |

| Konstruktor   | Pobjede | Postolja | Prvo startno mjesto | Najbrži krug | Krugovi u vodstvu |
| ------------- | ------- | -------- | ------------------- | ------------ | ----------------- |
| Lotus-Ford    | 5       | 9        | 5                   | 5            | 335               |
| McLaren-Ford  | 3       | 6        | -                   | -            | 79                |
| Matra-Ford    | 3       | 5        | -                   | 3            | 234               |
| Ferrari       | 1       | 5        | 4                   | -            | 174               |
| BRM           | -       | 4        | -                   | 2            | 12                |
| Brabham-Repco | -       | 2        | 2                   | -            | -                 |
| Honda         | -       | 2        | 1                   | 1            | 10                |
| Cooper-BRM    | -       | 2        | -                   | -            | -                 |
| Matra         | -       | 1        | -                   | 1            | -                 |

### Vodeći vozač i konstruktor u prvenstvu
U rubrici bodovi, prikazana je bodovna prednost vodećeg vozača / konstruktora ispred drugoplasiranog, dok je žutom bojom označena utrka na kojoj je vozač / konstruktor osvojio naslov prvaka.
| Utrka               | Vozač       | Bodovi |
| ------------------- | ----------- | ------ |
| VN Južne Afrike     | Jim Clark   | 3      |
| VN Španjolske       | Graham Hill | 6      |
| VN Monaka           | Graham Hill | 14     |
| VN Belgije          | Graham Hill | 14     |
| VN Nizozemske       | Graham Hill | 12     |
| VN Francuske        | Graham Hill | 8      |
| VN Velike Britanije | Graham Hill | 4      |
| VN Njemačke         | Graham Hill | 4      |
| VN Italije          | Graham Hill | 3      |
| VN Kanade           | Graham Hill | 0      |
| VN SAD              | Graham Hill | 3      |
| VN Meksika          | Graham Hill | 12     |

| Utrka               | Konstruktor | Bodovi |
| ------------------- | ----------- | ------ |
| VN Južne Afrike     | Lotus-Ford  | 3      |
| VN Španjolske       | Lotus-Ford  | 12     |
| VN Monaka           | Lotus-Ford  | 19     |
| VN Belgije          | Lotus-Ford  | 12     |
| VN Nizozemske       | Lotus-Ford  | 12     |
| VN Francuske        | Lotus-Ford  | 10     |
| VN Velike Britanije | Lotus-Ford  | 13     |
| VN Njemačke         | Lotus-Ford  | 14     |
| VN Italije          | Lotus-Ford  | 9      |
| VN Kanade           | Lotus-Ford  | 7      |
| VN SAD              | Lotus-Ford  | 8      |
| VN Meksika          | Lotus-Ford  | 13     |

## Utrke koje se nisu bodovale za prvenstvo
| Datum        | Naziv utrke                  | Staza        | Pobjednik vozač | Pobjednik konstruktor |
| ------------ | ---------------------------- | ------------ | --------------- | --------------------- |
| 17. ožujka   | III Race of Champions        | Brands Hatch | Bruce McLaren   | McLaren-Ford          |
| 25. travnja  | XX BRDC International Trophy | Silverstone  | Denny Hulme     | McLaren-Ford          |
| 17. kolovoza | XV International Gold Cup    | Oulton Park  | Jackie Stewart  | Matra-Ford            |

## Vanjske poveznice
- Službena stranica Formule 1
- Formula 1 – sezona 1968. StatsF1
- Utrke koje se nisu bodovale za prvenstvo 1968. StatsF1